# Pithecopus rohdei
Pithecopus rohdei è una specie di anfibi della famiglia Phyllomedusidae. È un animale endemico del Brasile.
I suoi habitat naturali includono foreste tropicali o subtropicali asciutte e a bassa altitudine, savane asciutte, fiumi, terre arabili, pascoli, piantagioni, giardini rurali, aree urbane e zone precedentemente boscose e adesso molto degradate.